# Alexander Andersson (överste)
Alexander Andersson, död cirka 1669 vid Nyenskans, var en svensk överste av skotskt ursprung och kommendant på Nyenskans.
Andersson kom till Sverige från Skottland 1627. Han tjänstgjorde under trettioåriga kriget i Donald Mackays regemente. 1655, under Karl X Gustavs polska krig, blev han generaladjutant och deltog i drabbningen vid Bug. Samma år blev han kommendant på skansen vid byn Nowy Dwór, på vilken post han var i två år. 1657 blev han överste samt kommendant på Łowicz fästning samt samma år överste för ett dragonregemente. Han var kommendant på Stuhm 1657–1659 och från 17 juni 1669 på Nyenskans i Ingermanland. Andersson introducerades på Sveriges Riddarhus 1668 under nummer 738 bland adliga ätter, med hänvisning till att han hörde till en gammal adlig skotsk ätt (möjligen en gren av klanen Anderson).
Andersson var gift med skotskfödda Sofia Wilhelmsdotter von Estorph och hade med henne sex barn.